# Зозівська волость
Зозівська волость — адміністративно-територіальна одиниця Липовецького повіту Київської губернії з центром у містечку Зозів.
Станом на 1886 рік складалася з 3 поселень, 3 сільських громад. Населення — 4367 осіб (2147 чоловічої статі та 2220 — жіночої), 524 дворових господарства.
|                     | Площа, десятин | У тому числі орної, десятин |
| ------------------- | -------------- | --------------------------- |
| Сільських громад    | 3756           | 3030                        |
| Приватної власності | 4402           | 3080                        |
| Іншої власності     | 136            | 98                          |
| Загалом             | 8294           | 6208                        |

Поселення волості:
- Зозів — колишнє власницьке містечко при річці Собі за 10 верст від повітового міста, 2241 особа, 326 дворів, православна церква, костел, єврейський молитовний будинок, школа, 4 постоялих двори, 2 постоялих будинки, 5 лавок, базари по четвергам, 2 водяних млини. За 10 верст — поштова станція з постоялим двором.
- Зозівка — колишнє власницьке село при річці Собі, 922 особи, 145 дворів, православна церква, школа, постоялий будинок, 2 водяних і вітряний млини, кузня, винокурний завод.